# Gédéon Pitard
Gédéon Guy Clement Pitard (Ekom-Nkam, 7 febbraio 1989) è un cestista camerunese con cittadinanza francese.

## Carriera
Con il Camerun ha disputato due edizioni dei Campionati africani (2013, 2021).

## Palmarès
- Campionato francese: 1

Élan Chalon: 2016-17
- Coppa di Francia: 1

Le Mans: 2015-16